# Noda (Chiba)
Noda (jap. 野田市 Noda-shi) – miasto portowe w Japonii, na wyspie Honsiu, nad rzeką Edo, prefekturze Chiba. Ma powierzchnię 103,55 km². W 2020 r. mieszkały w nim 152 674 osoby, w 63 578 gospodarstwach domowych  (w 2010 r. 155 446 osób, w 58 040 gospodarstwach domowych).

## Miasta partnerskie
- Shimada, Japonia
- Sukagawa, Japonia